# Associazione per la libertà della cultura
L'Associazione per la libertà della cultura, noto anche con la sigla CCF (da Congress for Cultural Freedom), era una lega anticomunista fondata nel 1950. Nel 1967, emerse che in realtà era stata fondata dalla CIA degli Stati Uniti d'America. Si tentò quindi un'operazione di facciata di "ripulitura" che coincise tra l'altro con un cambio di nome: non più CCF, ma International Association for Cultural Freedom (IACF). Al suo apogeo, la CCF/IACF era attiva in qualcosa come trentacinque Paesi, e riceveva fondi consistenti dalla Ford Foundation.

## Creazione del CCF
Il CCF venne fondato presso il Titania Palace della allora Berlino Ovest il 26 giugno 1950 allo scopo di cercare il modo per ribaltare l'idea che la cosiddetta democrazia borghese fosse meno adatta rispetto al comunismo a portare avanti i valori della cultura. Forse, fu anche progettata come una risposta alla Conferenza per la Pace tenutasi presso il Waldorf-Astoria Hotel di New York City, conferenza durante la quale molti nomi di spicco del pacifismo avevano indicato come urgente la necessità di giungere alla distensione con l'Unione delle Repubbliche Socialiste Sovietiche di Stalin.

## Attività
Il CCF compì manovre al fine di reperire fondi sufficienti a permettergli di aprire sedi in ben 35 Paesi, stipendiare un alto numero di collaboratori, officiare ad eventi internazionali, e produrre numerose pubblicazioni.
Tutto questo le permise di approdare, nei primi anni '60 del secolo scorso, a quella che è forse l'operazione più clamorosamente conosciuta del CCF: la campagna diffamatoria montata contro il poeta Cileno Pablo Neruda, fervente comunista; campagna che s'intensificò allorquando apparve che Neruda era uno dei candidati al Premio Nobel per il 1964.
Nel testo "La guerra fredda culturale. La Cia e il mondo delle lettere e delle arti" la storica e giornalista inglese Francis Stonor Saunders individua Nicola Chiaromonte e Ignazio Silone e la rivista culturale indipendente da loro fondata Tempo presente in quanto soggetti di punta del Congress for Cultural Freedom e principali destinatari italiani dei finanziamenti destinati dalla CIA alle attività culturali in Italia.

## Coinvolgimento della CIA
Nel 1967, il magazine Rampant e il Saturday Evening Post pubblicarono un'inchiesta che rivelava come la CIA fosse in realtà segretamente alle spalle della creazione di numerose organizzazioni culturali animate dallo scopo di conquistare l'appoggio nel mondo dell'ala sovietica di tendenza liberale. Ad avallo di questa duplice inchiesta ci furono le dichiarazioni di un ex direttore delle cosiddette covert operations, le operazioni illegali della CIA, il quale ammise la natura del CCF come copertura di facciata della CIA stessa.
Nel luglio del 2004, il partito politico australiano Citizen's Electoral Council (CEC), sostenne, attraverso un pamphlet, che il CCF aveva addirittura assoldato l'artista Jackson Pollock per promuovere i propri scopi.
Teorie circa la propaggine australiana del CCF si erano avvicendate numerose sin dal 1975, quando il Governor-General Australiano John Kerr, un membro del CCF, riuscì a far dimettere il governo dell'allora Primo Ministro Gough Whitlam, una mossa che alcuni a quel tempo avevano indicato come frutto di indebite ingerenze dell'Amministrazione degli Stati Uniti d'America.

## Pubblicazioni e documenti
Alcune delle pubblicazioni del CCF includono:
- Quadrant - pubblicazione di natura politica dell'Australian Association for Cultural Freedom
- Encounter (1953-90)- pubblicato nel Regno Unito, ma destinato a una distribuzione internazionale
- Solidarity - pubblicazione mensile di cultura e letteratura delle isole Filippine

I documenti della International Association for Cultural Freedom (IACF) e del suo predecessore, il Congress for Cultural Freedom (CCF) sono oggi custoditi nello Special Collections Research Center della biblioteca dell'Università di Chicago.

## Membri
Tra i principali membri e intellettuali:
- Franz Borkenau
- Karl Jaspers
- John Dewey
- Ignazio Silone
- James Burnham
- Hugh Trevor-Roper
- Arthur Schlesinger, Jr.
- Bertrand Russell
- Ernst Reuter
- Raymond Aron
- Alfred Ayer
- Benedetto Croce
- Arthur Koestler
- Richard Löwenthal
- Melvin J. Lasky
- Tennessee Williams
- Irving Brown
- Sidney Hook